# Trapiche

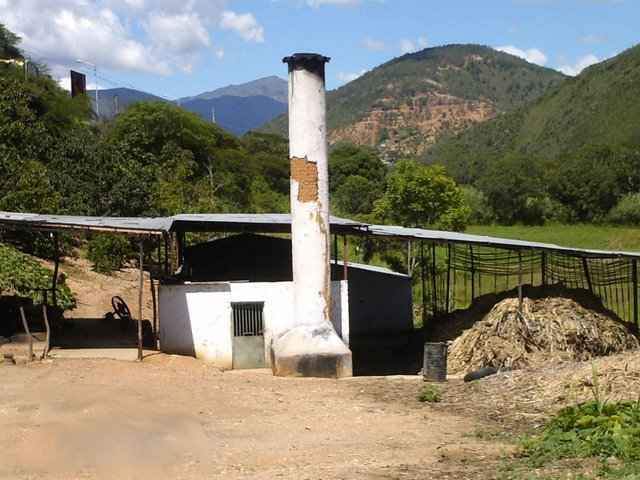
Un trapiche (molino de azúcar tradicional) en el Municipio Carache, Estado Trujillo, Venezuela.

Un trapiche es un molino utilizado para extraer el jugo de determinados frutos de la tierra, como la aceituna o la caña de azúcar.

## Descripción

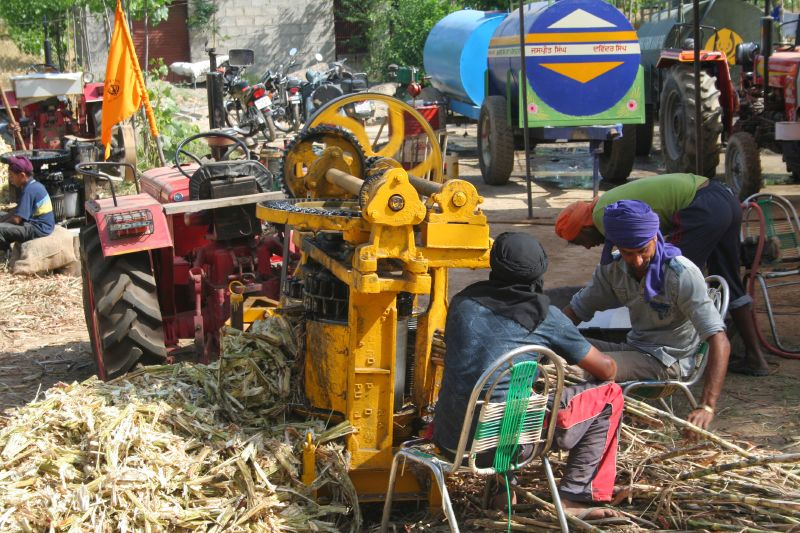
Trituradora (maquinaria agrícola) de caña de azúcar.

El trapiche es un molino con el cual se obtiene el jugo de la caña, con el cual generalmente se fabrica panela/piloncillo o bien se obtiene azúcar. Antiguamente se utilizaba la tracción animal, aunque hoy en día se utilizan motores eléctricos o a gasolina. Los trapiches más reconocidos son utilizados en la zona centro/sur de México, y parte de Centroamérica, siendo la marca Campollo la más utilizada en estos lugares.
Los trapiches en los ingenios azucareros están conformados por una serie de molinos (la cantidad de molinos varía según la fábrica) compuestos por tres rodillos surcados que prensan la caña de azúcar previamente desmenuzada y extraen su jugo. Este jugo es concentrado y cocido hasta obtener la cristalización del azúcar. Como residuo, del trapiche sale un producto que se llama bagazo, el cual se puede usar como combustible en las mismas calderas o como materia prima para la elaboración de papel.

## El trapiche en la minería
En las regiones mineras, los trapiches realizaban la molienda y el lavado del oro fino, que a veces era también recogido con el azogue.
Las instalaciones que demandaba un trapiche, a pesar de su simplicidad, eran lo suficientemente costosas como para que solo los más ricos pudieran habilitar uno. Las piedras, los salarios de los obreros encargados de la molienda, el arriendo del sitio y de las aguas, las construcciones, etc., hacían subir su costo; la escasez de trapiches aseguraba una demanda permanente de trabajo de los particulares que no los poseían y a quienes se les cobraba un porcentaje de metal por cada "molienda", llamada "maquila".
Por los mecanismos generales en que se desenvolvía la vida económica chilena en la Colonia, los trapiches representaron una inversión altamente rentable para sus propietarios. No es extraño que los hacendados hayan sido sus principales constructores, ya que además de poseer minas propias que les obligaban a trabajar sus metales, disponían también de los recursos necesarios para su habilitación, de los terrenos y del personal que los atendiera. Por otra parte, la percepción de metales en pago de su uso les ofrecía una fuente de alta rentabilidad, en la medida que ellos estaban conectados al circuito comercial del oro fuera de los márgenes locales de los centros de producción. En 1808 se representaba al Tribunal de Minería como abuso "el consentir algunos dueños los trapiches moler y beneficiar en ellos metales de oro y plata a cualesquier sujeto que no conocen ni saben que es dueño de mina ni averiguan de dónde los ha sacado". Pero para el trapichero solo contaba la "maquila", que representaba el 50% del valor de un cajón según una estimación de mediados del siglo XVIII.
Para la habilitación de estos trapiches era de vital importancia la existencia de agua que permitía su funcionamiento, y en una región donde ésta escaseaba, no fue fácil equilibrar su disfrute entre los usuarios de labores agrícolas y los que la destinaban el agua al laboreo minero.

## Fabricación artesanal de trapiches
Hoy día se ha popularizado el uso de trapiches a manera de estaciones móviles para proceso del jugo de caña; el proceso ha sido adaptado al comercio y necesidades de emprendedores informales y del consumidor a tal punto que se pueden encontrar con facilidad trapiches manejados por una sola persona en las calles de algunas poblaciones, particularmente en Ecuador, Venezuela y Colombia; en la India también es posible encontrar trapiches de tracción animal movilizándose y procesando la caña en las calles.  
Estas adaptaciones artesanales son muy manejables, transportables y se instalan casi en cualquier sitio para ofrecer jugo de caña fresco demostrando que los procesos productivos no se limitan a las grandes industrias y pueden favorecer directamente la economía del pueblo.
El consumidor del jugo de caña procesado de esta forma se deleita, no solo del sabor, sino de apreciar la belleza nata de los sistemas mecánicos de los engranajes fabricados a mano y en material orgánico; por esta razón es común encontrar personas que atribuyen cientos de propiedades curativas al consumo del jugo de caña extraído en trapiches de madera.